# Anton Malej
Anton Malej (Liubliana, Eslovenia, 16 de enero de 1907-15 de julio de 1930) fue un gimnasta artístico yugoslavo, medallista de bronce olímpico en Ámsterdam 1928 en el concurso por equipos.

## Carrera deportiva

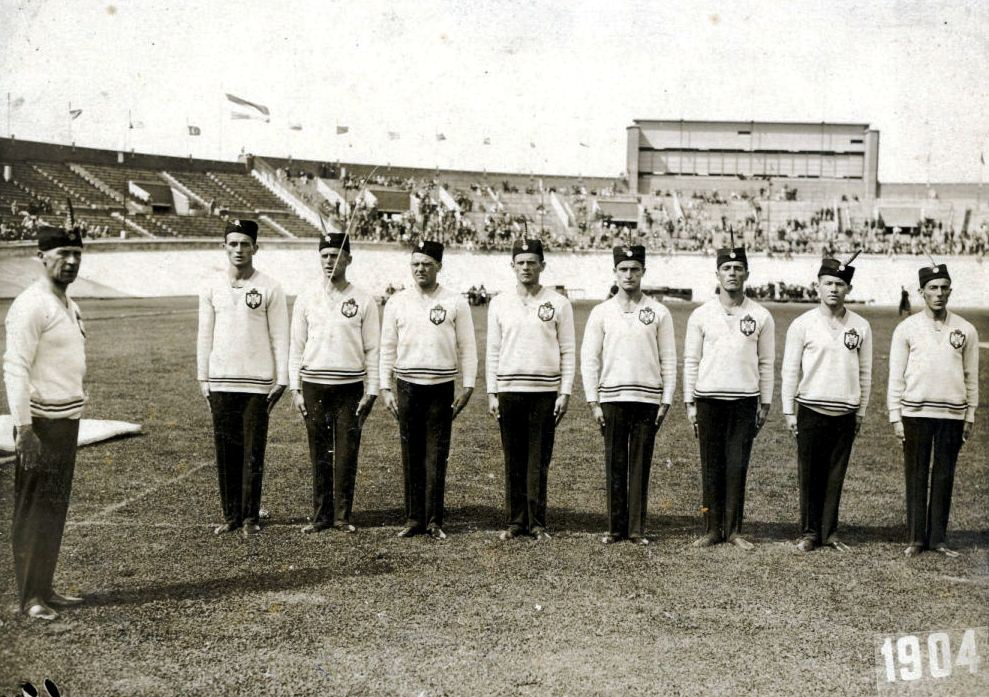
Equipo yugoslavo en Ámsterdam 1928; Antonijevic es el cuarto por la derecha

En las Olimpiadas celebradas en Ámsterdam en 1928 gana medalla de bronce en el concurso por equipos, tras los suizos y los checoslovacos, siendo sus compañeros de equipo: Dragutin Cioti, Stane Derganc, Boris Gregorka, Eduard Antonijevič, Ivan Porenta, Josip Primožič y Leon Štukelj.